# 木曜ミステリーシアター
『木曜ミステリーシアター』（もくようミステリーシアター）は、2011年4月7日から2013年3月28日までの間、読売テレビ制作・日本テレビ系列で毎週木曜日23:58 - 翌0:38（JST、特別編成等で遅延の場合もあり）に放送されていた連続ドラマ枠である。ハイビジョン制作・字幕放送。なお、2013年4月からTBS系列で放送の『月曜ミステリーシアター』とは無関係。

## 概要
2008年10月から2011年3月まで放送された『木曜ナイトドラマ』枠に替わる連続ドラマ枠として、ミステリーに特化したオリジナルドラマを放送する枠としてリニューアルされた。
『木曜ナイトドラマ』枠のKDDIに替わり、新たにH.I.S.、avex trax、P&Gがスポンサーに付いていた（前半のみ）。提供クレジットはカラー表示である。『木曜ミステリーシアター』の名称は、放送局のホームページ内の番組表やEPG（電子番組表）、ドラマの公式サイトのみに使用されてきた『木曜ナイトドラマ』時代と異なり、番組内やスポットCMなどでも『木曜ミステリーシアター』のタイトルロゴを提示してからドラマ本編が始まったり、スポットCMが放送されていた。しかし、2013年1月期の『お助け屋☆陣八』では行われていない。
なお、2011年度までは「バリューナイト」の参加番組であったが、2012年度から開始された「プラチナイト」には参加せず、完全に独立した枠として扱われるようになった。またプライム枠の連続ドラマとは異なり、番組改編時期（期首・期末）の特番編成により休むことはない（年末年始は休止時期有り）ため、1作品12-13回（プライム枠は10回前後）の作品が主である。
2013年4月改編に伴い、当ドラマ枠は『木曜ドラマ』にリニューアルされることとなった。

## 作品リスト

### 2011年
- 四つ葉神社ウラ稼業 失恋保険〜告らせ屋〜（4月7日 - 6月30日、全13話）
  - 制作協力：ケイファクトリー
  - 主演：城田優
- 名探偵コナン 工藤新一への挑戦状（7月7日 - 9月29日、全13話）
  - 制作協力：ザ・ワークス
  - 原作：青山剛昌（小学館週刊少年サンデー掲載）
  - 主演：溝端淳平
- 秘密諜報員 エリカ（10月6日 - 12月29日、全13話）
  - 制作協力：MMJ
  - 主演：栗山千明

### 2012年
- デカ 黒川鈴木（1月5日 - 3月29日、全13話）
  - 制作プロダクション：泉放送制作
  - 制作協力：吉本興業
  - 原作：滝田務雄 『田舎の刑事シリーズ』（東京創元社ミステリ・フロンティア刊）
  - 主演：板尾創路

- たぶらかし-代行女優業・マキ-（4月5日 - 6月28日、全13話）
  - 制作協力：ホリプロ
  - 原作：安田依央 『たぶらかし』（集英社集英社文庫刊）
  - 主演：谷村美月

- VISION-殺しが見える女-（7月5日 - 9月27日、全12話）
  - 制作協力：MMJ
  - 主演：山田優

- 赤川次郎原作 毒<ポイズン>（10月4日 - 12月27日、全13話）
  - 制作プロダクション：泉放送制作
  - 制作協力：吉本興業
  - 原作：赤川次郎 『毒<ポイズン>』（集英社集英社文庫刊）
  - 主演：綾部祐二（ピース）

### 2013年
- お助け屋☆陣八（1月10日 - 3月28日、全12話）
  - 協力プロダクション：ワイズビジョン
  - 制作プロダクション：テレパック
  - 制作協力：吉本興業
  - 原案：倉科遼
  - 主演：宮川大輔

## ネット局
当枠は下記に掲載の日本テレビ系列30局全局で放送されていた。
| 放送対象地域   | 放送局                                             | 系列                                           | 放送曜日・時間     |
| -------------- | -------------------------------------------------- | ---------------------------------------------- | ------------------ |
| 近畿広域圏     | 読売テレビ（ytv） 『木曜ミステリーシアター』制作局 | 日本テレビ系列                                 | 木曜23:58 - 翌0:38 |
| 関東広域圏     | 日本テレビ（NTV）                                  | 日本テレビ系列                                 | 木曜23:58 - 翌0:38 |
| 北海道         | 札幌テレビ（STV）                                  | 日本テレビ系列                                 | 木曜23:58 - 翌0:38 |
| 青森県         | 青森放送（RAB）                                    | 日本テレビ系列                                 | 木曜23:58 - 翌0:38 |
| 岩手県         | テレビ岩手（TVI）                                  | 日本テレビ系列                                 | 木曜23:58 - 翌0:38 |
| 宮城県         | ミヤギテレビ（MMT）                                | 日本テレビ系列                                 | 木曜23:58 - 翌0:38 |
| 秋田県         | 秋田放送（ABS）                                    | 日本テレビ系列                                 | 木曜23:58 - 翌0:38 |
| 山形県         | 山形放送（YBC）                                    | 日本テレビ系列                                 | 木曜23:58 - 翌0:38 |
| 福島県         | 福島中央テレビ（FCT）                              | 日本テレビ系列                                 | 木曜23:58 - 翌0:38 |
| 山梨県         | 山梨放送（YBS）                                    | 日本テレビ系列                                 | 木曜23:58 - 翌0:38 |
| 新潟県         | テレビ新潟（TeNY）                                 | 日本テレビ系列                                 | 木曜23:58 - 翌0:38 |
| 長野県         | テレビ信州（TSB）                                  | 日本テレビ系列                                 | 木曜23:58 - 翌0:38 |
| 静岡県         | 静岡第一テレビ（SDT）                              | 日本テレビ系列                                 | 木曜23:58 - 翌0:38 |
| 富山県         | 北日本放送（KNB）                                  | 日本テレビ系列                                 | 木曜23:58 - 翌0:38 |
| 石川県         | テレビ金沢（KTK）                                  | 日本テレビ系列                                 | 木曜23:58 - 翌0:38 |
| 福井県         | 福井放送（FBC）                                    | 日本テレビ系列／テレビ朝日系列                 | 木曜23:58 - 翌0:38 |
| 中京広域圏     | 中京テレビ（CTV）                                  | 日本テレビ系列                                 | 木曜23:58 - 翌0:38 |
| 鳥取県・島根県 | 日本海テレビ（NKT）                                | 日本テレビ系列                                 | 木曜23:58 - 翌0:38 |
| 広島県         | 広島テレビ（HTV）                                  | 日本テレビ系列                                 | 木曜23:58 - 翌0:38 |
| 山口県         | 山口放送（KRY）                                    | 日本テレビ系列                                 | 木曜23:58 - 翌0:38 |
| 徳島県         | 四国放送（JRT）                                    | 日本テレビ系列                                 | 木曜23:58 - 翌0:38 |
| 香川県・岡山県 | 西日本放送（RNC）                                  | 日本テレビ系列                                 | 木曜23:58 - 翌0:38 |
| 愛媛県         | 南海放送（RNB）                                    | 日本テレビ系列                                 | 木曜23:58 - 翌0:38 |
| 高知県         | 高知放送（RKC）                                    | 日本テレビ系列                                 | 木曜23:58 - 翌0:38 |
| 福岡県         | 福岡放送（FBS）                                    | 日本テレビ系列                                 | 木曜23:58 - 翌0:38 |
| 長崎県         | 長崎国際テレビ（NIB）                              | 日本テレビ系列                                 | 木曜23:58 - 翌0:38 |
| 熊本県         | くまもと県民テレビ（KKT）                          | 日本テレビ系列                                 | 木曜23:58 - 翌0:38 |
| 大分県         | テレビ大分（TOS）                                  | 日本テレビ系列／フジテレビ系列                 | 木曜23:58 - 翌0:38 |
| 宮崎県         | テレビ宮崎（UMK）                                  | フジテレビ系列／日本テレビ系列／テレビ朝日系列 | 木曜23:58 - 翌0:38 |
| 鹿児島県       | 鹿児島読売テレビ（KYT）                            | 日本テレビ系列                                 | 木曜23:58 - 翌0:38 |

## 備考
- 2011年4月7日（初回放送） - 23:32頃、震度6強の宮城県沖地震が発生したため、『NEWS ZERO』終了後、翌0:00 - 0:30 にNNN緊急特番（第1部）を急遽放送することとなり、23:58 - 翌0:00（ステブレ）・翌0:30 - 1:08（本編）に分割して当番組を放送した[注 2]。その後、本編終了後の1:08 - 1:18に、NNN緊急特番（第2部）を放送した。
- 制作局の読売テレビでは毎週月曜日から木曜日の10時25分より『木曜ナイトドラマ』の作品も含め、再放送されている。このうち木曜日には前週に放送された分が再放送されているが、特番放送時をはじめ、学生の長期休暇期などの連休が含まれる週では再放送の時期をずらすことがある[注 3]。